# Протодьяконов, Михаил Михайлович (младший)
Михаи́л Миха́йлович Протодья́конов-младший (27 января 1911, Екатеринослав — 20 января 1987, Москва) — советский учёный-горняк. Заслуженный деятель науки и техники РСФСР (1971). Сын учёного в области горного дела Михаила Михайловича Протодьяконова (старшего).

## Биография
Родился 27 января 1911 года в городе Екатеринославе. Затем вместе с родителями жил в городе Ташкенте, где окончил в 1929 году школу № 50 имени Песталоцци.
В 1929—1935 годах он учился в Московском горном институте (сегодня — Горный институт НИТУ «МИСиС»), после окончания которого работал в этом институте сначала ассистентом, затем учился в аспирантуре Московского горного института.
В 1934 году он совместно с академиком А. М. Терпигоревым написал известный учебник по горным машинам, впоследствии несколько раз переиздававшийся. В 1935 году защитил кандидатскую диссертацию.
В 1939 году женился на Кире Андреевне Гинце.
В 1935—1941 годах М. М. Протодьяконов работал сначала доцентом в Московском горном институте, а затем на Горном факультете Среднеазиатского Индустриального института в Ташкенте.
В 1941 году он был призван в РККА. Сначала он был курсантом Бронетанкового училища в Ташкенте, а затем курсантом Бронетанковой академии в Москве.
После завершения курса за отличные знания ему было присвоено звание инженер-капитана, и он служил в должности младшего преподавателя кафедры танков. В 1943—1944 годах М. М. Протодьяконов был командирован на 1-й Украинский фронт, где служил в должности начальника техотдела подвижного танко-агрегатного завода.
В 1945 году после демобилизации М. М. Протодьяконов начал работать в созданном Всесоюзном угольном институте (ВУГИ), затем он работал в Институте горного дела Академии наук СССР (ИГД АН СССР), секторе Горных проблем института Физики Земли АН СССР. Одновременно он преподавал в Московском Горном институте, был членом ВАК.
В 1952 году М. М. Протодьяконов защитил докторскую диссертацию и работал старшим научным сотрудником, затем профессором.
Под его научным руководством было защищено 27 кандидатских диссертаций.
После выхода в 1976 году на пенсию М. М. Протодьяконов активно сотрудничал с ленинградским физиком И. Л. Герловиным в разработке теории фундаментального поля, разработал теорию электронных оболочек атомов и молекул.
Умер 20 января 1987 года в Москве и похоронен на Щербинском кладбище.

## Награды и признание
М. М. Протодьяконов автор более 200 опубликованных научных работ.
- заслуженный деятель науки и техники РСФСР (1971)
- орден Трудового Красного Знамени (27.03.1954)
- почётный знак Шахтёрская слава 1 степени
- медали